# Palaemonetes turcorum
Palaemonetes turcorum is een garnalensoort uit de familie van de Palaemonidae. De wetenschappelijke naam van de soort is voor het eerst geldig gepubliceerd in 1961 door Holthuis.